# Phthiracarus portentosus
Phthiracarus portentosus är en kvalsterart som först beskrevs av Wojciech Niedbała 1988.  Phthiracarus portentosus ingår i släktet Phthiracarus och familjen Phthiracaridae. Inga underarter finns listade i Catalogue of Life.